# 尼克拉斯·埃丁
尼克拉斯·埃丁（瑞典語：Niklas Edin，1985年7月6日—），瑞典男子冰壶运动员。他曾代表瑞典参加2010年、2014年、2018年和2022年冬季奥林匹克运动会冰壶比赛，共获得一枚金牌、一枚银牌和一枚铜牌。